# Guadalcanaluggla
Guadalcanaluggla (Athene granti) är en fågel i familjen ugglor inom ordningen ugglefåglar.

## Utbredning och systematik
Fågeln förekommer enbart på ön Guadalcanal i södra Salomonöarna. Den behandlades tidigare som underart till salomonugglan men urskiljs allt oftare som egen art.

### Släktestillhörighet
Guadalcanalugglan, liksom närbesläktade malaita-, makira- och salomonugglorna, placerades tidigare bland spökugglorna i släktet Ninox. Genetiska studier har dock visat att de istället är en del av Athene.

## Status
IUCN kategoriserar den som nära hotad.